# Grand Theft Auto: Liberty City Stories
Pour les articles homonymes, voir LCS.
Grand Theft Auto: Liberty City Stories est un jeu vidéo d'action-aventure à monde ouvert, développé par Rockstar North et Rockstar Leeds, initialement commercialisé le 24 octobre 2005. Il s'agit du neuvième jeu de la série Grand Theft Auto, précédé par Grand Theft Auto: San Andreas et suivi par Grand Theft Auto: Vice City Stories. Il est publié et distribué par Capcom au Japon. Il est porté sur PlayStation 3 via le PlayStation Network le 2 avril 2013.
Une version sur PlayStation 2 est sortie le 6 juin 2006 en Amérique du Nord et le 22 juin 2006 en Europe. À la période de sa sortie, la version PS2 est commercialisée moitié prix par rapport à celui de la version PSP. Le 17 décembre 2015 , Rockstar Games annonce que le jeu sortira sur l'App Store d'Apple le jour même et est sorti sur Android le 11 février 2016.

## Système de jeu
La ville de Liberty City est très largement similaire à la ville du même nom dans Grand Theft Auto III, mais le jeu incorpore plus de possibilités, tels que le changement de vêtements, la possibilité notamment de prendre des motos. L'histoire se déroulant trois ans avant Grand Theft Auto III, plusieurs différences se font sentir. Ainsi, pour changer d'île, un ferry effectue la navette entre Portland Island et Staunton Island, tandis que le tunnel présent dans GTA III, connectant les îles n'est pas encore terminé et ne parcourt que la portion allant du nord au sud de Shoreside Vale. Le pont Callahan Bridge (celui qui explose au début de Grand Theft Auto III) n'est pas non plus achevé. Dans cet épisode, il est possible d'utiliser des motos. Selon le site officiel de Liberty City Stories, un décret interdira par la suite les motos afin de promouvoir l'usage de la voiture.
La version PSP de Liberty City Stories dispose d'un mode de jeu multijoueur. Jusqu'à six joueurs peuvent jouer dans la même zone via une connexion Wi-Fi. Le jeu comprend sept modes multijoueurs.

## Scénario
Les jeux de la série Grand Theft Auto construisent un univers cohérent. Grand Theft Auto: Liberty City Stories raconte l'histoire d'un personnage mineur retrouvé dans Grand Theft Auto III, mais qui cette fois est le personnage principal. Grand Theft Auto: San Andreas est l'épisode qui précède cette histoire. Il se déroule en 1992 et Liberty City Stories en 1998. Dans Liberty City Stories, le joueur incarne Toni Cipriani (Antonio de vrai nom), qui était un ponte de la Mafia dans Grand Theft Auto III. En effet, dans ce jeu, Toni donnait au héros des missions, et dirigeait en même temps un restaurant italien appartenant à sa mère. Il était également très ami (du moins, en apparence) avec Salvatore Leone, Don de la famille Leone.
L'histoire se situe trois ans avant celle de Grand Theft Auto III, Toni n'est qu'un inconnu quand il arrive à Liberty City. Caché depuis plusieurs mois après un assassinat qui a du mal finir, il revient à Liberty, et retrouve Salvatore. Celui-ci lui explique qu'il perd sa place dans la Mafia, et est retombé au bas de l'échelle sociale, et qu'il va devoir remonter. Grand Theft Auto Advance se passe également après Liberty City Stories, mais joue un rôle plus mineur au niveau des évènements.

## Développement
Comme indiqué dans une avant-première d'IGN, Rockstar abandonne Renderware pour un nouveau moteur graphique créé en interne. Ce dernier permet une meilleure utilisation des performances de la PSP. Jusqu'à la sortie de Liberty City Stories, RenderWare était le moteur de jeu utilisé par les versions 3D précédentes de GTA (à partir de GTA III, donc).

## Accueil
Grand Theft Auto: Liberty City Stories est très positivement accueilli par la presse spécialisée. Il est noté 9 sur 10 sur le site IGN. Au 6 février 2007, la version PlayStation 2 de Liberty City Stories dénombre près d'un million d'exemplaires aux États-Unis. Le succès se poursuit puisqu'au 27 décembre 2007, il s'écoule plus de 1,83 million d'exemplaires pour la version PSP et 1,32 million pour la version PS2, et cela, uniquement aux États-Unis.
En mars 2008, selon Take-Two Interactive, Liberty City Stories se serait vendu à plus de huit millions d'exemplaires (PS2 et PSP confondus).